# Пенсильванский университет (Индиана)
Пенсильванский университет в Индиане (англ. Indiana University of Pennsylvania, сокращённо IUP) — государственный университет США в г. Индиана (штат Пенсильвания). Основан в 1875 году как Indiana Normal School. Основной акцент изначально делался на подготовке профессиональных учителей, за образец дидактической модели была взята французская «нормальная школа» (фр. École normale). В 1927 школа была переименована в Педагогический колледж Индианы (англ. State Teachers College at Indiana), в 1959 — в Государственный колледж Индианы (англ. Indiana State College). В 1965 образовательное учреждение получило статус университета, в том же году оно получило современное название.
Количество студентов (по данным 2017 года) более 11 тысяч человек.
Университет предлагает учебные программы среднего специального образования (140 естественно-научных и гуманитарных специальностей) и высшего образования (70 специальностей) в восьми колледжах и (высших) школах, расположенных в кампусах на территории штата.